# Ifor Bach
Ifor Bach, eigentlich Ifor ap Meurig († vor 1170) war ein Häuptling der walisischen Herrschaft Senghenydd.

## Herkunft
Über die Vorfahren von Ifor Bach ist wenig bekannt, so dass seine Herkunft ungeklärt ist. Wahrscheinlich gelang es Ifors Vater Meurig, von einem kleineren walisischen Adligen zu einem Häuptling eines kleinen Territoriums im Bergland von Glamorgan aufzusteigen, als während der normannischen Eroberung von Wales gegen Ende des 11. Jahrhunderts die bisherigen walisischen Fürstenfamilien in Südostwales entmachtet wurden. Ifor erbte diese Senghenydd genannte Herrschaft, die unter der Oberhoheit der normannischen Lords von Glamorgan stand, von seinem Vater. Im Osten wurde die Herrschaft von den Territorien der Söhne von Iestyn ap Gwrgan und im Westen von dem Reich von König Morgan ab Owain von Gwynllŵg begrenzt.

## Leben
Ifor, der als der Kleine (lateinisch Parvus bzw. walisisch Bach) bezeichnet wurde, war während der Herrschaft des englischen Königs Stephan I. ein bedeutender Lord im Bergland von Glamorgan. Möglicherweise erhielt er von Earl Robert of Gloucester Landbesitz bei Cardiff, damit er während der Anarchie König Stephan unterstützte. Anfang 1158 geriet Ifor in Konflikt mit König Morgan und seinem normannischen Verbündeten Earl William of Gloucester, dem Sohn und Erben von Earl Robert. Ifors späterer Ruhm rührte daher, dass er in dem Jahr beide Adlige schlagen konnte, als sie sein Territorium angriffen. Zunächst konnte er in einem Gefecht im Bergland von Glamorgan Morgan ab Owain und dessen Barden Gwrgant ap Rhys töten. Dann soll er nach dem Bericht von Gerald of Wales die Region um Cardiff angegriffen haben. Bei einem nächtlichen Überfall überwanden er und seine Männer unbemerkt die Mauern von Cardiff Castle und entführten Earl William, dessen Frau Hawise und ihren Sohn Robert, obwohl die Burg von einer starken Söldnertruppe bewacht wurde. Er hielt sie im Bergland gefangen, bis die Normannen ihre Angriffe auf Senghenydd einstellten und Earl William ihm mehrere von ihm eroberte Gebiete zurückgab. Nach diesem Erfolg konnte er ein Bündnis mit dem mächtigen Lord Rhys von Deheubarth schließen, das durch eine Heirat von Ifor mit Nest ferch Gruffudd, einer Schwester von Lord Rhys bekräftigt wurde.
Angeblich errichtete Ifor das im 19. Jahrhundert historisierend ausgebaute Castell Coch, doch diese Überlieferung ist weder durch Urkunden noch archäologisch belegt.

## Nachfahren
Ifor starb vermutlich vor 1170, spätestens vor 1175. Er hinterließ mehrere Söhne. Sein Sohn Gruffudd ab Ifor übernahm die Herrschaft über Senghenydd. Seine beiden Söhne Cadwallon und Maredudd (auch Meriadoc) standen als Söldner in den Diensten der englischen Könige Heinrich II. und Johann Ohneland. Seine Tochter Gwenllian heiratete Morgan ap Caradog, den walisischen Lord von Afan.

## Sonstiges
Der 1983 gegründete walisischsprachige Clwb Ifor Bach in Cardiff, einer der bekanntesten Nachtclubs der Stadt, wurde nach ihm benannt.